# Frances Fyfield
Frances Fyfield (eigentlich Frances Hegarty; * 18. November 1948 in Derbyshire, England) ist eine britische Anwältin und Krimi-Schriftstellerin.

## Leben
Nachdem sie erst ein Anglistikstudium begonnen hatte, entdeckte sie die Rechtswissenschaften für sich und war nach dem Abschluss 15 Jahre als Staatsanwältin tätig. Dabei sammelte sie von Kleinkriminalität bis zum Kapitalverbrechen viel Erfahrung, die in ihre späteren Romane einfließen sollte.
Eine Ehe, die aus langen Trennungszeiten bestand – und schließlich scheiterte –, brachte sie schließlich zum Schreiben. Zuerst schrieb sie romantische Kurzgeschichten für Frauenmagazine, aber 1988 entstand ihr erster Kriminalroman mit ihrer bekanntesten Heldin Helen West, einer Londoner Strafanwältin. Um ihre Schreibtätigkeit von ihrem Berufsleben zu verbergen, wählte sie als Pseudonym den Geburtsnamen ihrer Mutter, Fyfield. Die meisten Bücher der Helen-West-Serie wurden verfilmt.
Drei weitere Romane handeln ebenfalls von einer Vertreterin des Rechtsstaats, der Anwältin Sarah Fortune, während ihre letzten Romane keine Serie mehr bildeten. Einige Psychothriller veröffentlichte sie in der ersten Hälfte der 90er-Jahre unter ihrem richtigen Namen Frances Hegarty.

## Auszeichnungen
- 1991 CWA Silver Dagger für Deep Sleep (dt.: Tiefer Schlaf. Hoffmann und Campe, Hamburg 1991)
- 1998 Grand prix de littérature policière für Ombres chinoises (Original: Shadow play; dt.: Nachtangst. Hoffmann und Campe, Hamburg 1993)
- 2002 Radio-Bremen-Krimipreis
- 2008 CWA Duncan Lawrie Dagger für Blood from Stone

## Werke
Helen West-Serie
- Dieses kleine, tödliche Messer. DTV, München 1992 (A Question of Guilt, 1988, nominiert für den Edgar Award)
- Feuerfüchse. DTV, München 1991 (Trial by Fire, 1990; US-Titel: Not That Kind of Place)
- Tiefer Schlaf. Hoffmann und Campe, Hamburg 1991 (Deep Sleep, 1991)
- Nachtangst. Hoffmann und Campe, Hamburg 1993 (Shadow Play, 1993)
- Ein reines Gewissen. Hoffmann und Campe, Hamburg 1996 (A Clear Conscience, 1994)
- Gegen ihren Willen. Hoffmann und Campe, Hamburg 1997 (Without Consent, 1996)

Sarah Fortune-Serie
- Schatten im Spiegel. DTV, München 1991 (Shadows on the Mirror, 1989)
- Roter Rausch. Hoffmann und Campe, Hamburg 1994 (Perfectly Pure and Good, 1994)
- Bruderkuss. Hoffmann und Campe, Hamburg 2000 (Staring at the Light, 1999)
- Rabenbrut. Hoffmann und Campe, Hamburg 2006 (Looking Down, 2004)
- Safer Than Houses, 2005
- Cold to the Touch, 2009

Andere Romane
- Blind Date. Hoffmann und Campe, Hamburg 1999 (Blind Date, 1998)
- Dunkle Strömung. Hoffmann und Campe, Hamburg 2001 (Undercurrents, 2000)
- Ein böser Verdacht. Hoffmann und Campe, Hamburg 2002 (The Nature of the Beast, 2001)
- Nur wer frei von Sünde ist. Hoffmann und Campe, Hamburg 2004 (Seeking Sanctuary, 2003)
- Mrs. Nan’s Rezept. Zwei mysteriöse Geschichten. Europa, Hamburg 2004
- Dunkles Wasser. Weltbild, Augsburg 2008 (The Art of Drowning, 2006)
- Blood From Stone, 2008

Psychothriller (als „Frances Hegarty“)
- Im Kinderzimmer. DTV, München 1992 (The Playroom, 1991)
- Die falsche Madonna. Hoffmann und Campe, Hamburg 1993 (Half Light, 1992)
- Feuertanz. Bertelsmann, München 1996 (Let's Dance, 1995)